# باسم عباس
باسم عباس ، من مواليد 1 يوليو 1982 في العراق، من محافظة واسط قضاء الحي لاعب كرة قدم عراقي سابق.

## مسيرته الكروية
كانت بدايته مع الفرق الشعبية وتحديداً فريق العودة في منطقة الفضيلية ثم مع ناشئي نادي الصناعة العراقي ثم الشباب ومنه انضم إلى تشكيلة منتخب شباب العراق سنة 2000 المشارك في بطولة كأس آسيا للشباب 2000 التي فاز بها المنتخب العراقي وتأهل إلى نهائيات كأس العالم للشباب 2001 في الأرجنتين التي لم يشارك بها باسم عباس ذلك الوقت.
يلعب حالياً مع نادي ديار بكر سبور التركي. وقد لعب مع نادي النجمة اللبناني منذ عام 2005 وفي عام 2007 لعب مع نادي العربي القطري ومن ثم انتقل إلى نادي أم صلال القطري. لعب مع نادي الطلبة في موسم 2008/2009.
وهو يلعب مع منتخب العراق لكرة القدم منذ عام 2000، وقد كان مع المنتخب الفائز بكأس آسيا 2007، وقد شارك مع المنتخب الأول في كأس القارات وقدم مستوى جيد في البطولة.

## وصلات خارجية
- باسم عباس على موقع الاتحاد الدولي (مؤرشف)  (الإنجليزية)
- باسم عباس على موقع اتحاد تركيا (لاعب) (الإنجليزية)
- باسم عباس على موقع قاعدة بيانات كرة القدم.إي يو (الإنجليزية)
- باسم عباس على موقع ناشيونال فوتبول تيمز (الإنجليزية)
- باسم عباس على موقع Soccerway.com (الإنجليزية)
- باسم عباس على موقع عالم كرة القدم.نت (الإنجليزية)
- باسم عباس على موقع كووورة
- باسم عباس على موقع أوليمبيديا (الإنجليزية)
- باسم عباس على موقع AS.com (الإسبانية)
- قالب:TFF Profile